# In Wrong
In Wrong es una 1919 comedia muda estadounidense dirigida por James Kirkwood y producida y protagonizada por Jack Pickford. Fue publicada por la First National Exhibitors.

## Reparto
- Jack Pickford como Johnny Spivins.
- Marguerite De La Motte como Millie Campos.
- Clara Horton como Dolly Sheldon.
- George Dromgold como Morgan Coleman.
- Hardee Kirkland como Henry Wallace.
- Robin Williamson como Val Heaton.
- Lydia Knott cuando la madre de Johnny.
- Pard Como Pard, un perro.

- May Robson como la mujer que visita tienda.

## Estado de preservación
In Wrong se preserva en la colección fílmica de la Biblioteca del Congreso de los EE.UU.